# Rue Royale (Band)
Rue Royale ist eine Band, bestehend aus dem Ehepaar Ruth und Brookln Dekker.

## Werdegang
Ruth und Brookln Dekker begannen 2006, zusammen Musik zu machen. Zunächst hatten sie versucht, sich auf Tour selbst zu vermarkten. 2011 schlossen sie dann einen Vertrag mit dem Berliner Label Sinnbus.
Rue Royale waren am 22. September 2013 zu Gast bei TV Noir. Am 6. April 2014 trugen sie im ARD-Krimi Polizeiruf 110 in der Folge Polizeiruf 110: Käfer und Prinzessin ihr Lied Guide to an Escape in einer Akustikversion zweistimmig vor.

## Diskografie

### Alben
- 2008: Rue Royale
- 2011: Guide to an Escape (CD/LP, Sinnbus)[5]
- 2013: Remedies Ahead (CD/LP, Sinnbus)[6]
- 2018: In Parallel (CD/LP, Sinnbus)[7]

### Singles
- 2009: Tell Me When You Go (7″ Single)[8]
- 2011: Halfway Blind (7″ Single)[9]